# Бородинська (Краснодарський край)
Бородинська — станиця в Приморсько-Ахтарському районі Краснодарського краю, центр Бородинського сільського поселення.
Станиця розташована і 8 км східніше Приморсько-Ахтарська, за 5 км від узбережжя Ясенської затоки Азовського моря, у степовій зоні.
Станиця Бородинська з хутором Морозовський утворюють Бородинське сільське поселення.